# 聯合國安全理事會第166號決議
联合国安理会166号决议是1961年10月25日在联合国安理会的第971次会议上通过的，决议的内容是通过对蒙古人民共和国加入联合国的申请书，建议联合国大会接受蒙古人民共和国加入联合国。中華民國代表未参与表决，美国代表投弃权票。

## 投票前的博弈
1961年，苏联集团和非洲集团达成一揽子协议：苏联集团支持非洲的毛里塔尼亚入联合国，而非洲集团支持蒙古人民共和国成为联合国成员国。中华民国作为联合国安理会常任理事国擁有否决权，可以阻止蒙古入联合国。但美国政府担心如此会导致毛里塔尼亚入联合国受阻，激怒非洲国家，导致他们支持中华人民共和国入联合国，于是施压给中華民國政府不得否决蒙古入联合国。几经外交上的交涉，最终中华民国政府同意不否决蒙古入联合国，而美国也不投同意票。作为回报，約翰·肯尼迪公开声明美国坚决支持中华民国政府；並使中华人民共和国入联合国一案成为“重要问题”，即要三分之二多数同意才能通过；且肯尼迪承诺如果任何时候美国的否决能有效地防止中华人民共和国进入联合国，美国将使用否决权。

## 表决结果
10月25日，联合国安理会以9票赞成，0票反对，1票（美国）弃权的表决结果，通过了聯合國安理會166號決議，建議聯合國大會接受蒙古國加入聯合國。中华民国未参加投票表决。10月27日，联合国大会通过第1630号决议案，接纳蒙古人民共和国加入联合国，中华民国未参加表决。就此，蔣中正在1961年11月主持中國國民黨第八屆中央委員會第四次全體會議及中央評議委員會第六次會議時稱：「就整個世界戰役來說，在防阻匪偽入會的間接目的上，我們可以算是換取了一次迂回戰的勝利；但在防阻偽蒙入會的直接目的上，無可諱言，乃是我們一次嚴重的失敗！」
12月1日，澳大利亚、日本、美国等提出议案：任何涉及中国代表权变更问题的议案都是“重要问题案”。12月15日此案以61票赞成，37票反对，7票弃权，成为联大第1668号决议案。

## 影響
據當時中華民國代表團顧問彭明敏回憶，當時蔣介石在世界面前丟了臉，因此要有人為此做代罪羔羊。然而中華民國駐聯合國大使蔣廷黻逃過此劫，而是中華民國駐華府大使葉公超成為蔣介石不悅的對象。彭明敏認為這與國民黨的宮廷鬥爭有關：外交部部長沈昌煥與葉公超不合，在此事插了一腳。最後蔣介石召葉公超回臺，聽了葉的解釋後，就對他簡單的說：「留在臺北，不用在去美國了。」:110葉公超雖丟了大使職位，但因他是陳誠的人馬而留在內閣。但因國民黨將葉公超視為開明派人物，從此葉公超受到國民黨監視，派特務跟蹤他。:110至此，胡適與蔣介石的關係也越發冷淡了。:110